# Wybory prezydenckie w Polsce w 1933 roku
Wybory prezydenckie w Polsce w 1933 roku odbyły się 8 maja. O stanowisko prezydenta ubiegał się przed Zgromadzeniem Narodowym jeden kandydat. Wybory prezydenckie zbojkotowały Stronnictwo Narodowe, Polskie Stronnictwo Chrześcijańskiej Demokracji, Narodowa Partia Robotnicza, Stronnictwo Ludowe i słowiańskie mniejszości narodowe. Posiedzeniu przewodniczył marszałek Sejmu Kazimierz Świtalski.

## Wyniki
| Imię i nazwisko | Przynależność partyjna | Głosy w I turze |
| --------------- | ---------------------- | --------------- |
| Ignacy Mościcki | bezpartyjny            | 332             |

W wyniku bojkotu posiedzenia Zgromadzenia Narodowego m.in. przez endecję, ludowców oraz mniejszości narodowe odbyła się jedynie I tura głosowania, w której wzięło udział 343 parlamentarzystów. Zaprzysiężenie prezydenta odbyło się 9 maja 1933 roku.